# تپه قلعه محمد زمان چنگلوا
تپه قلعه محمد زمان چنگلوا در شهرستان کهگیلویه، روستای چنگلوا واقع شده و این اثر در تاریخ ۷ مهر ۱۳۸۱ با شمارهٔ ثبت ۶۲۹۷ به‌عنوان یکی از آثار ملی ایران به ثبت رسیده است.